# Convención de Chefoo
La Convención de Chefoo, conocida en chino como el Tratado de Yantai, fue un tratado desigual entre el imperio de la dinastía Qing y británico, firmado por Sir Thomas Wade y Li Hongzhang en Zhifu (ahora un distrito de Yantai) el 21 de agosto de 1876. La razón oficial porque el tratado era resolver el "asunto de Margary", pero el tratado final incluía una serie de artículos que no tenían relación directa con el asesinato de Margary el año anterior.